# Opisthocomidae
Opisthocomidae es un grupo de aves, que constituyen la única familia nombrada dentro del orden Opisthocomiformes. El único representante viviente es el hoacín Opisthocomus hoazin, el cual habita en la Cuenca Amazónica y el delta del Orinoco, en Suramérica. Se han identificado varias especies fósiles, incluyendo una de Namibia, en África, y otra de Europa, que sugieren que el grupo pudo haberse originado en el Viejo Mundo y pasó luego al continente americano.

## Filogenia
La filogenia mostrada a continuación  se basa en el trabajo de Hughes y Baker de 1999 y en el de Mayr y De Pietri de 2014. Estas aves han sido tradicionalmente clasificadas en el grupo de las aves gallináceas (Galliformes), pero los estudios posteriores han favorecido la idea de que los opistocómidos se sitúan dentro de las Neoaves.
|  | †Protoazin                                                   |
|  |                                                              |
|  | \| \| †Hoazinavis \| \| \| \| \| \| Opisthocomus \| \| \| \| |
|  |                                                              |
|  | †Hoazinavis                                                  |
|  |                                                              |
|  | Opisthocomus                                                 |
|  |                                                              |

|  | †Hoazinavis  |
|  |              |
|  | Opisthocomus |
|  |              |

|  | †Protoazin                                                   |
|  |                                                              |
|  | \| \| †Hoazinavis \| \| \| \| \| \| Opisthocomus \| \| \| \| |
|  |                                                              |
|  | †Hoazinavis                                                  |
|  |                                                              |
|  | Opisthocomus                                                 |
|  |                                                              |

|  | †Hoazinavis  |
|  |              |
|  | Opisthocomus |
|  |              |